# 桜川かなこ
桜川 かなこ（さくらがわ かなこ、1993年11月19日 - ）は、日本のAV女優。バンビプロモーション所属。

## 略歴・人物
東京都出身。2014年3月、ビデオメーカー・kawaii*の専属女優としてAVデビュー。

## 出演作品

### アダルトDVD
2014年
- チュー大好きロリボイスアイドル kawaii*専属AVデビュー!!（3月25日、kawaii*）
- かなぴょんの感度びんびん初体験（4月25日、kawaii*）
- kawaii* High School 学校でセックchu♥（5月25日、kawaii*）
- トリプル巨乳ハーレムエステ 発射するまで性感帯を絶えず3点責め（6月25日、kawaii*）共演:鈴羽みう、さとう愛理
- お待たせしました! じじい夜這い! 謎解き実験アダルトビデオ! 若い女に「夜這い」するという極度の興奮状態であればじじいは勃起し射精するのか? そしてセックスしたくても勃たないじじいは若い女性をむさぼるだけなのか?（7月1日、Mr.michiru）※AV OPEN 2014（ミドル級）参加作品　共演:南せりな、滝沢かのん
- 縛りラボ 3（7月10日、プレステージ）
- 制服女子校生と中出し乱交 〜夏〜（8月1日、ZUKKON/BAKKON）共演:浅倉領花、菊地亜矢、橘ひなた、相澤知花、伊東真緒
- PRESTIGE的 AV女優 更生監獄棟（9月10日、プレステージ）共演:川村まや、川菜美鈴、美木ななみ、あやね遥菜
- 制服美少女と性交（10月3日、ドリームチケット）

### イメージDVD
- AV無理（2014年2月1日、未満）